# Sawm
Ṣawm (în arabă صوم — ṣawm, صيام - ṣiyām ) - același cuvânt ca și în limba ebraică, înseamnă „privațune de hrană”. Postul este obligatoriu în luna Ramadanului. El impune o interdicție totală asupra de a mânca și a bea peste zi, timp de o lună întreagă. Se suspendă activitatea sexuală, precum și fumatul sau luarea de medicamente, în afara strictei necesități. Cafeaua, țigara, guma de mestecat, pilulele de parfumat gura și hașișul sunt evident proscrise.  Luna de post este hotărâtă de autoritatea religioasă, rectorul moscheii, ministrul cultelor, marii teologi, după ce cornul lunii, hilāl a fost văzut de mai mulți martori.
Postul reprezintă unul dintre cei cinci stâlpi ai islamului. Așa cum fiecare stâlp are dania sa, postul este considerat dania trupului și hrana sufletului. Postul dezvoltă simțul răbdării, ne împiedică să săvârșim păcate, ne îndrumă spre bine și ne călăuzește să avem un comportament exemplar. Postul îl îndepărtează pe om de răutate, minciunp, bârfă, intrigi, dușmănie, ură.
Obligațiile de cult ale musulmanilor sunt cinci numiti stâlpi ai Islamului. Ele sunt impuse credincioșilor ca indivizi, dar și comunității ca ansamblu. Încălcarea obligativității lor înseamnă necredință, kufr, dacă este săvârșită în cunoștință de cauză. Aceste oblogații sunt mărturisirea de credință( LA ILAHE ILALLAH MUHAMMEDEN RASULULLAH-NU EXISTA ALT DUMNEZEU IN AFARA DE ALLAH SI MUHAMED ESTE TRIMISUL SAU), rugăciunea, dania, postul și pelerinajul. Ele au fost reglementate atât pe baza Coranului, cât și pe baza spuselor și faptelor Profetului, numite hadīs. Pentru musulmani, îndeplinirea riguroasă a obligațiilor rituale este un exercițiu de stăpânire de sine, de voință, de răbdare, de disciplină.
Al patru stâlp al islamului este postul. In afara de Ramazan, profetul Muhamed le-a poruncit musulmanilor să postească în ziua de post Așure(post neobligatoriu)in cinstea Profetului Moise care a fost ajutat de Allah sa treaca marea impreuna cu poporul sau.
Postul Ramadanului durează toată luna Ramadan, iar în cursul acestei luni, ziua, cât este lumină.... Din cauza faptului că anul lunar al musulmanilor este mai scurt, această lună de post poate să cadă în orice anotimp. Astfel, pentru determinarea momentului exact de începere a postului, se recurge la astronomi, care îl stabilesc pe bază de observații și calcule. Ramadanul este a noua lună a calendarului islamic și chiar în această lună, în noaptea dinspre douăzeci și șase și douăzeci și șapte a fost revelat Coranul. Această noapte se numește Noapte Sorții(Kadîr gecesi in turca): Noapte Sorții este mai bună decât o mie de luni (97:3)
Postul este obligatoriu pentru musulmanii de ambele sexe, ajunși la pubertate, sănătoși la minte. Din zori (din momentul în care un fir alb poate fi deosebit de un fir negru) și pânâ la asfințitul soarelui, este interzis să se introducă în corp alimente, medicamente, băuturi sau fum . Sunt interzise, de asemenea, relațiile sexuale și orice manifestări erotice. Este recomandată supravegherea întregului comportament, sunt interzise bârfa, calomnia și în general, este bine să se vorbească cât mai puțin. Seara, la ruperea postului(iftar), se recomandă să se ia imediat o gustare, iar în timpul nopții, în ultima treime a nopții, o masă cât mai abundentă, numită sahur(temeș).Abstinența, foamea și setea, singurătatea și relaționarea dintre oameni, rugăciunea și diversele sărbătoriri se îmbină în ritmul agitat al lunii Ramadan, iar oricine ajunge într-un oraș musulman, indiferent de religia lui și de faptul că ține sau nu post, vrând-nevrând este nevoit să se supună acestui ritm. De exemplu, el este invitat la cină, masa care marchează sfârșitul postului, sau la masa dinaintea începutului postului. 
Masa este pusă în liniște în ultimele minute dinaintea chemării muezinului la rugăciune, care marchează întreruperea postului. Pe masă sunt așezate nenumărate feluri de mâncare, delicatețuri, pe cea mai frumoasă dintre farfurii aflându-se felul de mâncare specific Ramadanului, pe care cu bucurie învață să-l gătească orice femeie musulmană, căci postul nu este considerat o pedeapsă, ci un semn al mulțumirii și ascultării de Dumnezeu. Pe lângă faptul de a fi o lună a pietății și a compasiunii, Ramadanul este și o lună cu o puternică înclinație gastronomică.  În timpul acestei perioade, în piețe se vând cele mai deosebite și mai bune produse locale sau exotice, vânzătorii de fructe uscate rămân fără rezerve, iar în cofetării se cheltuiesc adevărate averi. De asemenea, în decursul serii, credincioșii se strâng pentru a lua parte la rugăciunile în comun(Teravih namazi), pentru a asculta recitarea Coranului. Dintre obiceiurile culinare de pe vremea profetului, s-au păstrat ruperea postului cu curmale și apă, consumarea laptelui acru la masă. Cât despre felurile de mâncare specifice Ramadanului, acestea difera de la țară la țară, cu excepția desertului cu miere numit zālābīa. 
Se prevede posibilitatea de compensare a postului pentru cei care, în mod deliberat, îl neglijează: două luni de post ulterior, precum și o taxă care să ajungă pentru a hrăni șaizeci de săraci. Cei care sunt obligați să rupă postul – de exemplu femei lehuze sau bolnavi în stare gravă, compensează numai perioada în care nu au postit, iar cei bătrâni sau bolnavi incurabili nu au nicio obligație să mai postească, ei pot eventual, să dea de pomană, în loc de a posti.  Copiii se supun, adesea, cu bucurie acestei obligații, pentru că îndeplinirea ei îi așează în rândul oamenilor mari. Există o latură ludică în nopțile de Ramadan, când toate restaurantele sunt deschise, se mănâncă foarte bine, cu dulciuri și alte preparate speciale, se spun povești și totul este învăluit într-o atmosferă de mister. 
Când Ramadanul cade vara, postul este mai greu, mai ales pentru cei care fac munci fizice grele. În alte anotimpuri, postul în timpul zilei nu implică un efort prea mare. 
Sfârșitul postului, prima zi din luna următoare, este sărbătoarea de rupere a postului, una dintre cele două mari sărbători ale islamului, numită ayd al-fitr (arabă) sau bairam (turcă).